# Gustav Englund
Gustav Englund, född 1984, är en svensk teaterregissör och medlem av scenkollektivet K.Polyfon. Han studerade vid Skara skolscen och avlade examen i teaterregi vid Stockholms dramatiska högskola 2017, med slutproduktionen Tre systrar som inte är systrar av Gertrude Stein. Mellan 2014 och 2016 var Englund konstnärlig ledare för UngaTur i Kärrtorp. Han har därefter regisserat för bland annat Teatr Weimar, Ung scen/öst, Göteborgs stadsteater, Turteatern och Kungliga Operan. Han var även del av, och bodde med, Hanssons fria teatersällskap 2007-2008. 

## Teaterproduktioner i urval
| År   | Roll                  | Produktion                                                                                           | Scen                                        |
| ---- | --------------------- | --- | ------------------------------------------- |
| 2012 | Regi                  | Vikten av noggrann handhygien för att undvika smittspridning på sommarläger Annika Nyman             | Dramalabbet                                 |
| 2013 | Regi                  | Dö klubbdöden Isabel Cruz Liljegren                                                                  | Dramalabbet                                 |
| 2016 | Regi                  | Kain, Abel, boys will be boys Annika Nyman                                                           | Teater mutation/Inkonst                     |
| 2017 | Regi (examensprojekt) | Tre systrar som inte är systrar Gertrude Stein                                                       | Teater mutation/Inkonst                     |
| 2018 | Regi                  | Tystnaden Jörgen Dahlqvist                                                                           | Teatr Weimar                                |
| 2018 | Koncept & koreografi  | Eden                                                                                                 | Inkonst                                     |
| 2019 | Regi                  | Fältanteckningar från världens ände Jörgen Dahlqvist                                                 | Teatr Weimar                                |
| 2019 | Regi                  | Utrotning Olga Bach                                                                                  | Turteatern                                  |
| 2020 | Regi                  | Sysslolösa unga män med tillgång till vapen Annika Nyman                                             | Göteborgs stadsteater                       |
| 2021 | Regi                  | Matteuspassionen Tom Silkeberg                                                                       | Regionteatern Blekinge & Kronoberg          |
| 2022 | Regi                  | Sova vaken Irena Kruas och Daniel Nelson                                                             | Kungliga Operan                             |
| 2022 | Regi                  | Människor slukar allt de älskar - till Pier Paolo Pasolinis pojkar och till deras mamma Annika Nyman | K.Polyfon/Fri scen/Kulturhuset stadsteatern |
| 2023 | Regi                  | I ett hus vid skogens slut Annika Nyman                                                              | K.Polyfon & Turteatern                      |
| 2024 | Regi                  | Hilda Marie Ndiaye                                                                                   | Göteborgs stadsteater                       |